# Torchamp
Torchamp est une commune française, située dans le département de l'Orne en région Normandie, peuplée de 300 habitants (les Torchampois).

## Géographie
La commune est dans le Domfrontais dans le pays de Passais. Son bourg est à 7 km au nord-est de Passais et à 8,5 km au sud-ouest de Domfront.
Le point culminant (262 m) se situe au sud-ouest, près du lieu-dit la Manchelière, sur les pentes du mont Margantin dont le sommet atteint 270 m sur la commune de Saint-Brice voisine. Le point le plus bas (111 m) correspond à la sortie de la Varenne du territoire, au sud. La commune est bocagère.
| Saint-Mars-d'Égrenne | Saint-Mars-d'Égrenne, Domfront | Domfront, Saint-Brice |
| Saint-Mars-d'Égrenne | Torchamp                       | Saint-Brice           |
| Saint-Fraimbault     | Ceaucé                         | Ceaucé                |

### Hydrographie
La commune est située dans le bassin Loire-Bretagne. Elle est drainée par la Varenne, le Bazeille, le Gué et  et un autre petit cours d'eau,.
La Varenne, d'une longueur de 60 km, prend sa source dans la commune de Messei, à une altitude de 239 mètres, près du hameau de la Bédellerie, et se jette  dans la Mayenne à Ambrières-les-Vallées à une altitude de 94 mètres, après avoir traversé 17 communes. Les caractéristiques hydrologiques du Ton sont données par la station hydrologique située sur la commune de Sainte-Céronne-lès-Mortagne. Le débit moyen mensuel est de 7,49 m3/s. Le débit moyen journalier maximum est de 82,5 m3/s, atteint lors de la crue du 26 janvier 1995. Le débit instantané maximal est quant à lui de 89,7 m3/s, atteint le 28 janvier 1995.
Le Bazeille, d'une longueur de 11 km, prend sa source dans la commune de Juvigny Val d'Andaine et se jette  dans la Varenne en limite de la commune et de Domfront en Poiraie, face à Saint-Mars-d'Égrenne, après avoir traversé cinq communes. 

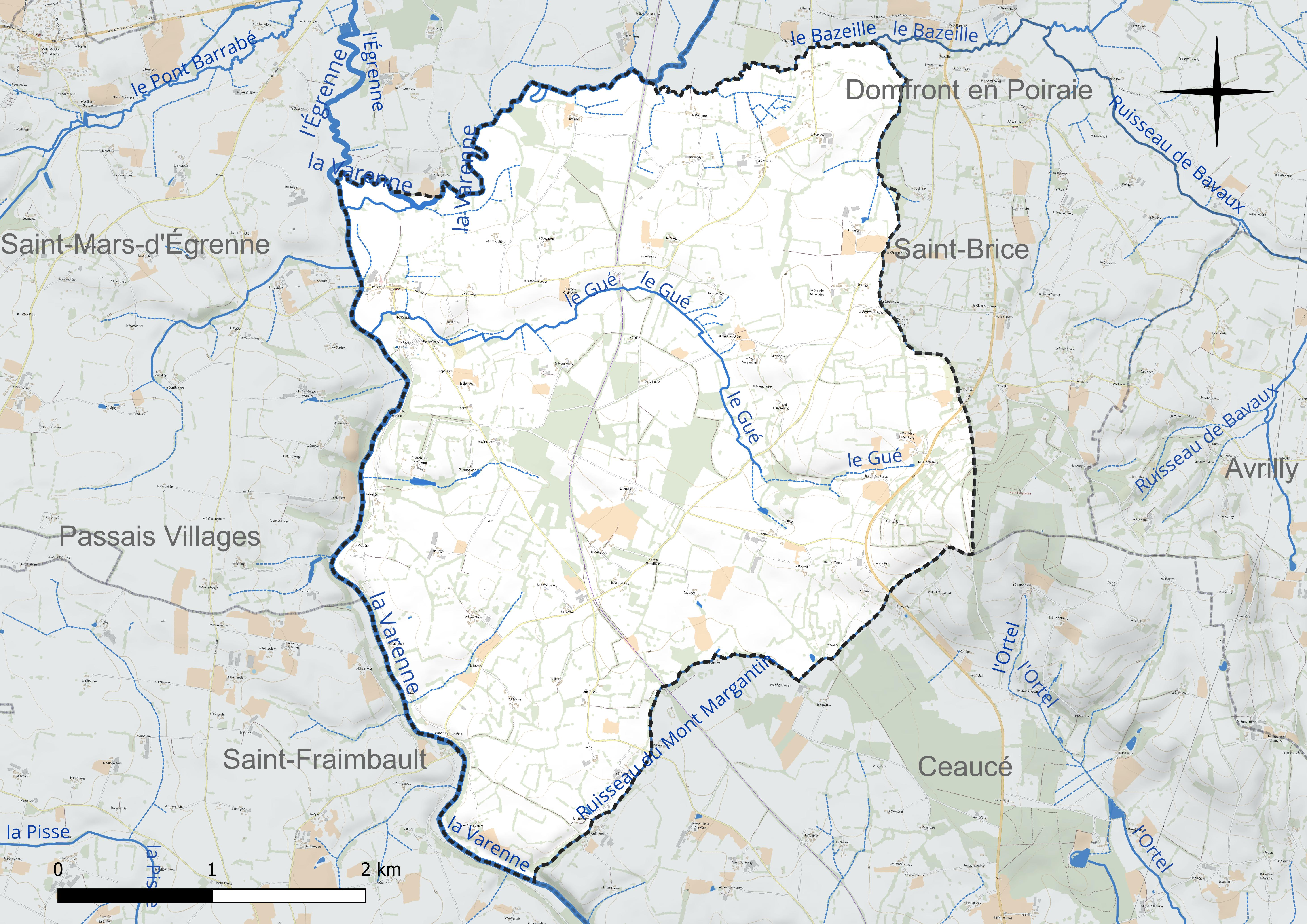
Réseau hydrographique de Torchamp.

### Climat
Pour des articles plus généraux, voir Climat de la Normandie et Climat du Val-d'Oise.
En 2010, le climat de la commune est de type climat océanique franc, selon une étude du CNRS s'appuyant sur une série de données couvrant la période 1971-2000. En 2020, Météo-France publie une typologie des climats de la France métropolitaine dans laquelle la commune est exposée à un climat océanique et est dans la région climatique Normandie (Cotentin, Orne), caractérisée par une pluviométrie relativement élevée (850 mm/a) et un été frais (15,5 °C) et venté. Parallèlement le GIEC normand, un groupe régional d’experts sur le climat, différencie quant à lui, dans une étude de 2020, trois grands types de climats pour la région Normandie, nuancés à une échelle plus fine par les facteurs géographiques locaux. La commune est, selon ce zonage, exposée à un « climat contrasté des collines », correspondant au Bocage normand, bien arrosé, voire très arrosé sur les reliefs les plus exposés au flux d’ouest, et frais en raison de l’altitude.
Pour la période 1971-2000, la température annuelle moyenne est de 10,6 °C, avec une amplitude thermique annuelle de 13,1 °C. Le cumul annuel moyen de précipitations est de 880 mm, avec 13,5 jours de précipitations en janvier et 7,6 jours en juillet. Pour la période 1991-2020, la température moyenne annuelle observée sur la station météorologique la plus proche, située sur la commune  à 5 399 km à vol d'oiseau, est de 0,0 °C et le cumul annuel moyen de précipitations est de 0,0 mm,. Pour l'avenir, les paramètres climatiques de la commune estimés pour 2050 selon différents scénarios d’émission de gaz à effet de serre sont consultables sur un site dédié publié par Météo-France en novembre 2022.

## Urbanisme

### Typologie
Au 1er janvier 2024, Torchamp est catégorisée commune rurale à habitat très dispersé, selon la nouvelle grille communale de densité à sept niveaux définie par l'Insee en 2022.
Elle est située hors unité urbaine. Par ailleurs la commune fait partie de l'aire d'attraction de Domfront en Poiraie, dont elle est une commune de la couronne,. Cette aire, qui regroupe 8 communes, est catégorisée dans les aires de moins de 50 000 habitants,.

### Occupation des sols
L'occupation des sols de la commune, telle qu'elle ressort de la base de données européenne d’occupation biophysique des sols Corine Land Cover (CLC), est marquée par l'importance des territoires agricoles (99,8 % en 2018), une proportion identique à celle de 1990 (99,8 %). La répartition détaillée en 2018 est la suivante : 
prairies (65,2 %), terres arables (17,5 %), zones agricoles hétérogènes (17 %), forêts (0,2 %). L'évolution de l’occupation des sols de la commune et de ses infrastructures peut être observée sur les différentes représentations cartographiques du territoire : la carte de Cassini (XVIIIe siècle), la carte d'état-major (1820-1866) et les cartes ou photos aériennes de l'IGN pour la période actuelle (1950 à aujourd'hui).

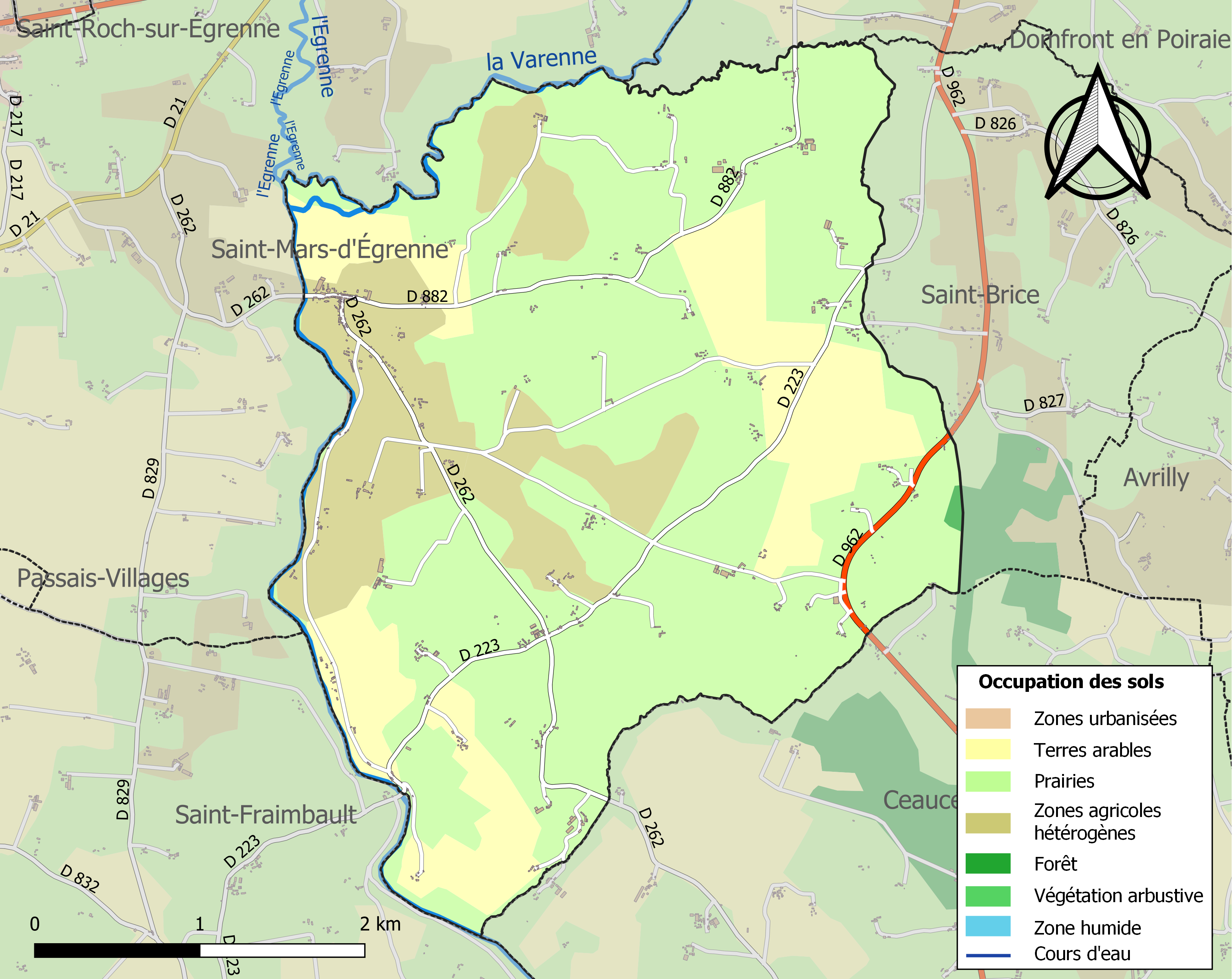
Carte des infrastructures et de l'occupation des sols de la commune en 2018 (CLC).

## Toponymie
Le toponyme est attesté sous la forme de Torto Campo vers 1330. Il est composé des mots d'ancien français tort, « tordu », ici peut-être dans le sens « mal aligné », et champ,.

## Politique et administration
| Période                                  | Période      | Identité                                   | Étiquette | Qualité                    |
| ---------------------------------------- | ------------ | ------------------------------------------ | --------- | -------------------------- |
| 1849                                     | ap. 1879     | Olivier Doynel de la Sausserie (1820-1895) |           | Comte                      |
| avant 1897                               | après 1902   | Alexis Hubert                              |           |                            |
| avant 1909                               | ap. 1916     | Louis Bernou                               |           | démissionnaire             |
| avant 1920                               | après 1938   | Auguste Lebossé                            |           |                            |
| avant 1981                               | ?            | Léon Durand                                |           |                            |
| 1985                                     | mars 2001    | Raymond Gérault                            | SE        |                            |
| mars 2001                                | juillet 2020 | Didier Launay                              | SE        | Manipulateur en radiologie |
| juillet 2020                             | février 2022 | Guy Avril                                  | SE        | Pâtissier retraité         |
| février 2022                             | En cours     | Didier Launay                              | SE        | Retraité                   |
| Les données manquantes sont à compléter. |              |                                            |           |                            |

Le conseil municipal est composé de onze membres dont le maire et deux adjoints.

## Démographie
L'évolution du nombre d'habitants est connue à travers les recensements de la population effectués dans la commune depuis 1793. Pour les communes de moins de 10 000 habitants, une enquête de recensement portant sur toute la population est réalisée tous les cinq ans, les populations de référence des années intermédiaires étant quant à elles estimées par interpolation ou extrapolation. Pour la commune, le premier recensement exhaustif entrant dans le cadre du nouveau dispositif a été réalisé en 2004.
En 2022, la commune comptait 300 habitants, en évolution de +2,39 % par rapport à 2016 (Orne : −3,21 %, France hors Mayotte : +2,11 %).
Torchamp a compté jusqu'à 1 126 habitants en 1851.
| 1793  | 1800 | 1806  | 1821  | 1831  | 1836  | 1841  | 1846  | 1851  |
| ----- | ---- | ----- | ----- | ----- | ----- | ----- | ----- | ----- |
| 1 034 | 939  | 1 029 | 1 068 | 1 018 | 1 082 | 1 069 | 1 060 | 1 126 |

| 1856  | 1861  | 1866  | 1872  | 1876  | 1881 | 1886 | 1891 | 1896 |
| ----- | ----- | ----- | ----- | ----- | ---- | ---- | ---- | ---- |
| 1 087 | 1 028 | 1 005 | 1 005 | 1 005 | 961  | 936  | 916  | 852  |

| 1901 | 1906 | 1911 | 1921 | 1926 | 1931 | 1936 | 1946 | 1954 |
| ---- | ---- | ---- | ---- | ---- | ---- | ---- | ---- | ---- |
| 816  | 834  | 767  | 632  | 626  | 584  | 605  | 581  | 511  |

| 1962 | 1968 | 1975 | 1982 | 1990 | 1999 | 2004 | 2006 | 2009 |
| ---- | ---- | ---- | ---- | ---- | ---- | ---- | ---- | ---- |
| 462  | 413  | 379  | 368  | 331  | 283  | 272  | 279  | 289  |

| 2014 | 2019 | 2022 | - | - | - | - | - | - |
| ---- | ---- | ---- | - | - | - | - | - | - |
| 293  | 299  | 300  | - | - | - | - | - | - |

## Lieux et monuments
- Château de Torchamp (XVIIIe siècle), inscrit aux Monuments historiques[31].
- Église Notre-Dame-de-l'Assomption (XIXe siècle).

## Activité et manifestations
- « Nuit du chant traditionnel » en novembre, depuis 2008[32].